# Campus de Somosaguas

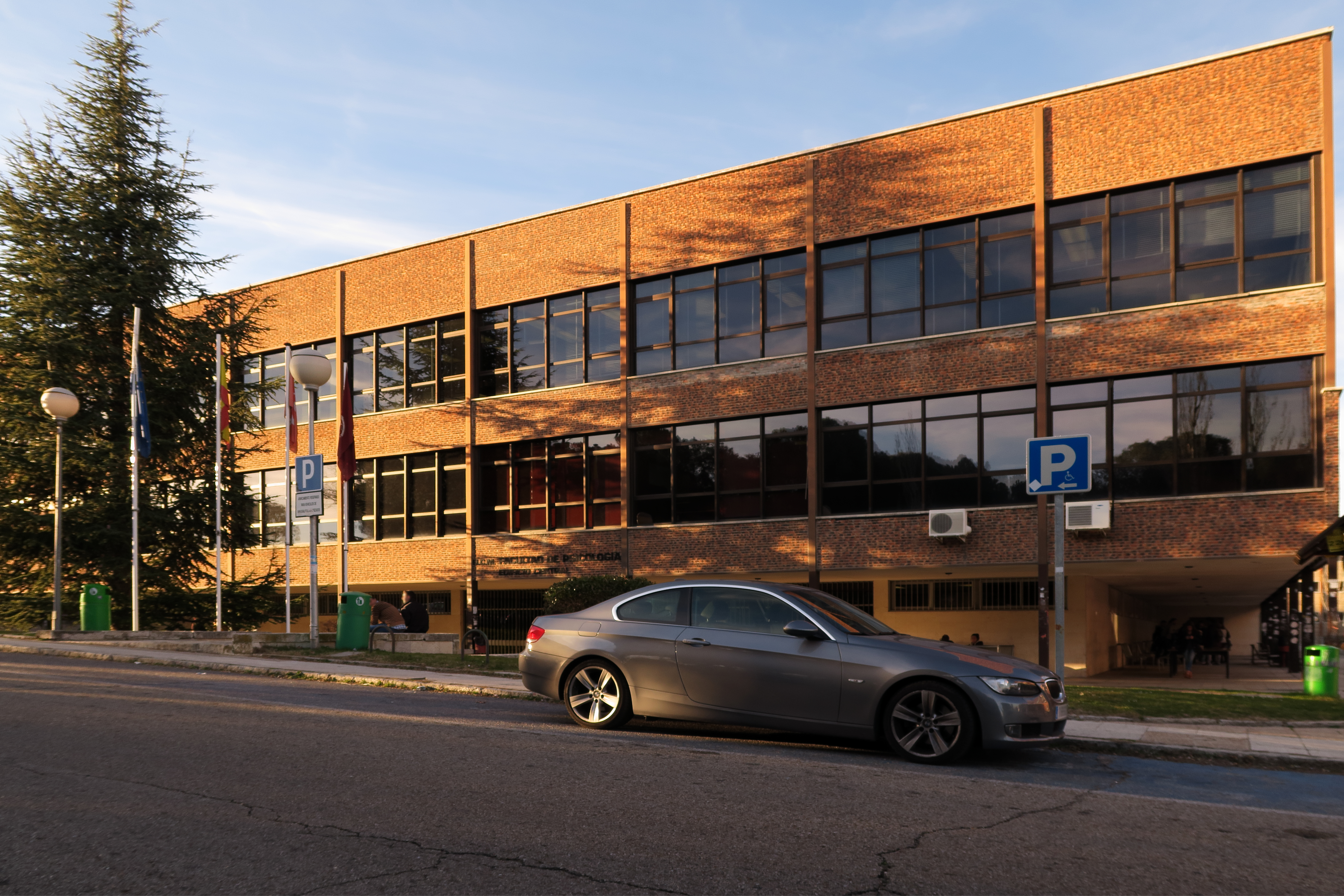
Facultad de Psicología en el Campus de Somosaguas.

El campus de Somosaguas es un campus universitario de la Universidad Complutense de Madrid situado entre Pozuelo de Alarcón, la zona de Somosaguas y el barrio de Húmera.

## Historia
Se construyó en 1968 con la finalidad de alejar a la Facultad de Ciencias Económicas del campus de la Ciudad Universitaria. Esta facultad de Economía, era entonces una de las más combativas al franquismo junto a la de Filosofía, ambas en la Ciudad Universitaria. La construcción de este campus supuso apartar y dividir parte de esa oposición que se organizaba y que debatía en las universidades.
Alrededor y dentro de la nueva facultad de Somosaguas, se encontraba un cuartelillo de la Guardia Civil los cuales controlaban desde lo que se decía en las clases, hasta las reuniones públicas de tipo asambleario. 
Años más tarde, en el campus de Somosaguas se han situado las facultades de Psicología, de Económicas y Empresariales, de Ciencias Políticas y Sociología y Trabajo Social, facultades todas de corte social y que estratégicamente convenía mantener apartada del grueso del estudiantado, en la Ciudad Universitaria